# Iván Gren (2012)
El Iván Gren (en ruso: Иван Грен), cuya designación oficial romanizada es RFS 135 «Ivan Gren», es el buque líder de clase de los grandes buques de desembarco del Proyecto 11711, más conocido en Occidente como clase Ivan Gren de la Armada de Rusia. El buque lleva el nombre del comandante militar de la Rusia imperial y más tarde de la Unión Soviética, el vicealmirante alemán báltico Iván Ivánovich Gren, también conocido en estonio como Johannes Green.
Los buques del proyecto 11711 (o clase Ivan Green), están diseñados para realizar misiones de asalto anfibio, siendo la clase de buques más modernos en este destino de los que cuenta la Armada de Rusia. 

## Diseño
Los buques de la clase Ivan Green fueron diseñados por la Oficina de Diseño de Neva para convertirse en los sucesores de los clase Ropucha y Tapir, ampliamente usados por Rusia, pero heredados de la era soviética.
Los buques están destinados a desembarcar tropas y transportar equipo militar en un rango de 4000 millas náuticas (7408,0 km). Los barcos pueden transportar hasta 300 soldados, o 13 tanques, o 35 vehículos blindados de transporte de personal o vehículos de combate de infantería. También pueden transportar helicópteros de transporte y ataque Ka-29.

## Historial
La puesta de quilla del Iván Gren tuvo lugar el 23 de diciembre de 2004. El 9 de octubre de 2010 se firmó un contrato entre la Armada de Rusia y el astillero de Yantar de Kaliningrado para aumentar los trabajos en el buque aún en desarrollo. El buque fue finalmente botado el 18 de mayo de 2012, esperando que fuese oficialmente asignado en 2014 tras someterse a pruebas de alta mar.
Desde un inicio presentó problemas de diseño que retrasaron inicialmente la asignación a 2015 y más tarde a 2016, con el segundo buque de la clase, Piotr Morgunov habiendo realizado ya la puesta de quilla. El 17 de junio de 2016 comenzó pruebas en el mar Báltico. Se prepararon nuevos trabajos para solventar fallos detectados en las pruebas que hicieron retrasar nuevamente la asignación a 2017 y, en noviembre de 2017 se retrasó nuevamente hasta 2018.
El 2 de junio de 2018 se dieron por concluidas satisfactoriamente todas las pruebas a las que fue sometido el Iván Gren, siendo asignado a la Flota del Norte el 20 de junio de 2018.

### Servicio en la Flota del Norte
Tras el inicio de la invasión rusa de Ucrania, el Iván Gren participó en los ejercicios «La fuerza está en la verdad» (en ruso: сила в правде) entre agosto y septiembre de 2022.
En marzo de 2024, el Iván Gren, junto al Ropucha Alexander Otrakovski y el buque cisterna Kola, partió hacia el puerto libio de Tobruk para descargar material con destino a los Africa Corps desplegados en el sur del país. Durante el tránsito, fueron monitoreados por los buques Atalaya y Vigía de la Armada Española, siendo relevado el Atalaya, primero en detectarlos, por la fragata Bartolomeu Dias de la Armada de Portugal. En su regreso al acuartelamiento de la Flota del Norte, fueron monitoreados por el buque español Centinela.
En diciembre del mismo año, fue enviado de nuevo al mediterráneo junto al Alexander Otrakovski, esta vez con destino a la base naval de Tartús en Siria para ayudar con las tareas de evacuación de la misma tras la caída de la dinastía Ásad y el desmantelamiento del hasta entonces cuartel de la escuadra permanente del Mediterráneo. En febrero, tras partir del puerto sirio el convoy militar ruso formado por los cargueros Sparta y Sparta II, los petroleros General Skóbelev y Viazma, y como escoltas las fragatas Almirante Grigorovich y Almirante Golovkó junto a los buques de desembarco Iván Gren y Alexander Otrakovski, éstos fueron monitoreados por un dron Northrop Grumman MQ-4C Triton estadounidense y aviones ATR 72 militarizados de la Aeronautica Militare italiana.